# Intendente de la provincia de Concepción
Los intendentes de la ciudad chilena de Concepción fueron la máxima autoridad de la antigua división territorial denominada Intendencia de Concepción, que existió entre 1786 y 1821 durante el dominio del imperio español. Luego de la Independencia de Chile, los intendentes continuaron siendo cargos políticos utilizados durante la República, entre 1818 y 1970. Entre 1826 y 1975, período durante el cual el país estuvo dividido en provincias, hubo intendentes de la antigua provincia de Concepción. Desde 1976, durante la dictadura militar, el país se dividió en regiones, existiendo desde entonces el cargo de intendente de la Región del Biobío.

## Lista de intendentes

### Intendencia de Concepción (1786-1818)
| Intendente                                | Período   | Tipo                      |
| ----------------------------------------- | --------- | ------------------------- |
| Ambrosio O'Higgins                        | 1786-1788 | propietario               |
| Juan Martínez de Rozas                    | 1788      | interino                  |
| José Francisco de la Mata Linares         | 1789-1795 | propietario               |
| Luis de Álava Sáenz de Navarrete          | 1795-1810 | propietario               |
| Luis Godoy Videla                         | 1810-1811 | asumió conforme Ordenanza |
| Pedro José de Benavente y Roa             | 1812      | propietario               |
| Diego Antonio Navarro Martín de Villodres | 1813      | designado                 |
| El Conde de la Marquina                   | 1813      | interino                  |
| Bernardo O'Higgins Riquelme               | 1814      |                           |
| Matías de la Fuente                       | 1814      | interino                  |
| José Berganza                             | 1814      | designado                 |
| Miguel María Atero González               | 1815-1816 | interino/propiedad        |
| José Ordóñez                              | 1816-1817 | designado                 |
| Manuel de Zañartu y Santa María           | 1817      | designado                 |
| José Ordóñez                              | 1818      |                           |
| Pedro Cabañas                             | 1818      | suplente                  |

### Chile republicano (1818-1973)
| Intendente                                                          | Período   |
| ------------------------------------------------------------------- | --------- |
| Antonio Merino Baeza                                                | 1818      |
| Ramón Freire Serrano                                                | 1819-1823 |
| Juan de Dios Rivera y Freire de Andrade                             | 1823-1826 |
| Santiago Fernández Barriga                                          | 1827      |
| Juan de Dios Rivera                                                 | 1827-1829 |
| Joaquín Prieto Vial Juan de Dios Rivera                             | 1830      |
| Esteban Manzano de la Sota Félix Antonio Vásquez de Novoa           | 1830      |
| Joaquín Prieto Vial                                                 | 1831      |
| José Antonio Alemparte Vial                                         | 1831-1838 |
| Manuel Bulnes Prieto                                                | 1838      |
| Francisco Bulnes Prieto                                             | 1838-1844 |
| José María de la Cruz Prieto                                        | 1846-1851 |
| Benjamín Viel Gometz Pedro Félix Vicuña José Antonio Alemparte Vial | 1851      |
| José Rondizzoni Cánepa                                              | 1852-1853 |
| Rafael Sotomayor Baeza                                              | 1853-1859 |
| Vicente Pérez Rosales                                               | 1859-1863 |
| Aníbal Pinto Garmendia                                              | 1863-1870 |
| Víctor Lamas Miranda                                                | 1870-1881 |
| Mariano Sánchez Fontecilla                                          | 1881-1882 |
| Carlos Castellón Larenas                                            | 1882-1884 |
| Leoncio Tagle Plaza de los Reyes                                    | 1884-1888 |
| Agustín Vargas Novoa                                                | 1888-1890 |
| Guillermo Carvallo Muller                                           | 1890-1891 |
| Salvador Sanfuentes Velasco Víctor Lamas Miranda                    | 1891      |
| Guillermo Matta Goyenechea                                          | 1891-1892 |
| Joaquín Santa Cruz Vargas                                           | 1893-1894 |
| Belisario Prats Bello                                               | 1894-1895 |
| Ignacio Palma Izcue                                                 | 1896      |
| Valentín del Campo Yávar                                            | 1896-1901 |
| Agustín Vargas Novoa                                                | 1901-1903 |
| Eugenio Sánchez Foulkner                                            | 1903-1905 |
| Gregorio Burgos Figueroa                                            | 1905-1911 |
| Rodolfo Briceño Gamallo                                             | 1911-1918 |
| Tomás Sanhueza Sanders                                              | 1918-1921 |
| Augusto Rivera Parga                                                | 1921-1924 |
| Luis Urrutia Manzano Manuel E. Véliz Rodríguez                      | 1924      |
| Abraham Ortega Aguayo                                               | 1924-1928 |
| Víctor Figueroa Vega                                                | 1928-1930 |
| Renato Valdés Alfonso                                               | 1930-1931 |
| Manuel Arístides Benavente Serrano                                  | 1931-1932 |
| Tomás Sepúlveda Zúñiga                                              | 1932      |
| Desiderio González Medina                                           | 1932-1933 |
| Manuel Arístides Benavente Serrano                                  | 1933-1935 |
| Alfredo Rodríguez Mac-Iver                                          | 1936-1937 |
| Hernán González González                                            | 1938-1939 |
| Desiderio González Medina                                           | 1939-1942 |
| Alberto Sutter Schifferli                                           | 1941      |
| Armando Alarcón del Canto                                           | 1942-1946 |
| Manuel Sanhueza Flores                                              | 1946-1946 |
| Jorge Rivera Parga                                                  | 1946-1950 |
| Inés Enríquez Frödden                                               | 1950-1951 |
| Rafael Ogalde Mayorga                                               | 1951-1952 |
| Bernardo Gesche Muller                                              | 1952-1953 |
| Arístides Vásquez Ravinet                                           | 1953-1954 |
| Salvador Mejías Delso                                               | 1954      |
| Alberto Carrasco García                                             | 1954-1958 |
| Immanuel Holger Torres                                              | 1958      |
| Esteban Iturra Pacheco                                              | 1959-1964 |
| Alfonso Urrejola Arrau                                              | 1964-1970 |
| Luis Egidio Contreras Aburto                                        | 1970-1972 |
| Vladimir Lenin Chávez Rodríguez                                     | 1972      |
| Fernando Álvarez Castillo                                           | 1972-1973 |
| Washington Carrasco Fernández                                       | 1973-74   |

| Intendente                         | Año  |
| ---------------------------------- | ---- |
| Vicente Benavides Llanos           | 1820 |
| Juan de Dios Rivera                | 1820 |
| Pedro Barnechea                    | 1823 |
| Domingo de Torres Mascareñas       | 1824 |
| Manuel Fernando Vásquez de Novoa   | 1825 |
| Juan José Manzano Bustamante       | 1825 |
| Juan José Manzano Bustamante       | 1827 |
| Juan Manuel Basso Rodríguez        | 1828 |
| Pedro J. de Zañartu Santa María    | 1830 |
| Bernardo Osorio Montes             | 1831 |
| Domingo Binimelis Andrade          | 1832 |
| Ramón Boza                         | 1835 |
| Juan de Dios Rivera                | 1838 |
| Bernardo Osorio Montes             | 1838 |
| Pedro José del Río Cruz            | 1838 |
| Justo Arteaga Cuevas               | 1840 |
| Gaspar de la Carrera Díaz Meneses  | 1841 |
| Pedro José del Río Cruz            | 1842 |
| Carlos Rozas Urrutia               | 1844 |
| Manuel González Palma              | 1845 |
| José Rondizzoni Cánepa             | 1851 |
| Pedro José del Río Cruz            | 1851 |
| Ambrosio Andonaegui Blanco         | 1851 |
| Nicolás Tirapegui Godoy            | 1851 |
| Adolfo Larenas Lorca               | 1853 |
| Aniceto Ordóñez                    | 1853 |
| Toribio Plaza de los Reyes Salcedo | 1857 |
| Pedro Félix Vicuña Aguirre         | 1857 |
| Carlos Rozas Urrutia               | 1859 |
| Ramón Vásquez de Novoa Arteaga     | 1862 |
| José Ignacio Prieto Luna           | 1863 |
| Manuel Zañartu Opazo               | 1863 |
| Carlos Risopatrón Escudero         | 1864 |
| Manuel Zañartu Opazo               | 1870 |
| Francisco Massenlli Guarda         | 1871 |
| Manuel González Palma              | 1880 |
| Víctor Lamas Miranda               | 1883 |
| Desiderio Sanhueza Novoa           | 1883 |
| Manuel Serrano Vásquez             | 1885 |
| Desiderio Sanhueza Novoa           | 1886 |
| Desiderio Sanhueza Novoa           | 1887 |
| Daniel García Videla               | 1889 |
| José Echeverría Lazo               | 1891 |
| Patricio Larraín Alcalde           | 1891 |
| Joaquín Prieto Hurtado             | 1891 |
| Javier Errázuriz Echaurren         | 1892 |
| Aníbal Las Casas Galván            | 1892 |
| Miguel Ignacio Collao Ugarte       | 1892 |
| Miguel Ignacio Collao Ugarte       | 1894 |
| Herminio González Burgos           | 1911 |
| Rolando Merino Reyes               | 1931 |
| Alfonso Pino Cartes                | 1932 |
| Oscar Rioseco Squella              | 1934 |
| Víctor Cañas Ruiz Tagle            | 1935 |
| Desiderio González Medina          | 1935 |
| Juan Eberhard Raurich              | 1938 |
| Luis Herrera Reyes                 | 1940 |
| Luis Silva Fuentes                 | 1943 |
| Víctor Bahamonde Hoppe             | 1945 |
| Inés Enríquez Frödden              | 1949 |